# Нищие духом

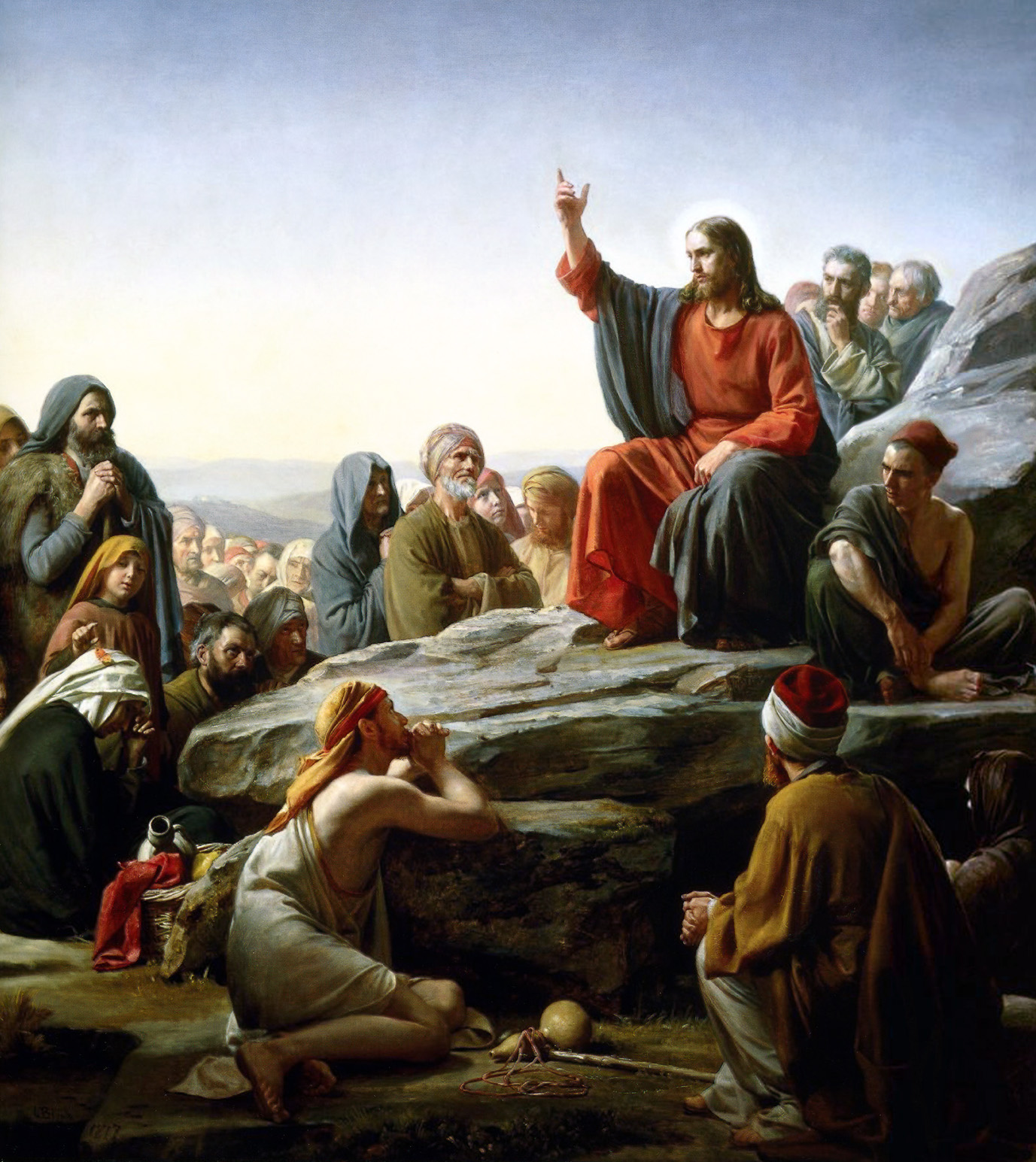
«Нагорная проповедь»
(Карл Блох, 1890)

Нищие духом — согласно евангелию от Матфея, выражение из первой Заповеди блаженства, употреблённое Иисусом Христом в Нагорной проповеди:
| Евангелие           | Заповедь                                            |
| ------------------- | --------------------------------------------------- |
| От Матфея (Мф. 5:3) | Блаженны нищие духом, ибо их есть Царство Небесное. |

## Богословское толкование
Согласно христианскому вероучению, человечество со времени грехопадения Адама лишилось славы Божьей, повредилось духовно и телесно, и как бы обкрадено дьяволом (Откр. 3:17). Что же нужно человеку для исцеления, как не осознать свою болезнь и не прийти к врачу? Также невозможно ему духовно обогатиться, если не осознаёт свою духовную нищету и смиренно, не требуя ничего, но подобно нищему откроется для милостей Божьих (Откр. 3:20).
Образ нищего (Пс. 9:10, 9:19, 9:38, 13:6, 39:18, 68:30, 71:12; Ис. 25:4), отражающего не социальное, но духовное состояние человека, известен со времён Ветхозаветного Предания. Нищий Бога — это прежде всего служитель Всевышнего, раб и смиренный исполнитель Его воли. Нищим справедливо назвать Иова ещё прежде того, как он лишится видимых богатств. Нищ родовитый Исаия, и Давид после воцарения не перестал быть «нищим», и происходящая из царского рода, не испытавшая ещё мирских несчастий и притеснений Отроковица Мария.
При этом, нищета духовная не сводится к пассивному ожиданию чуда, но вмещает в себя как внешние и так и внутренние духовные подвиги, она есть не слабость, а великая сила. Это победа человека над самим собой, над властью страстей.
Исследователь Библии А. П. Лопухин, пытаясь определить понятия блаженства, в продолжении пишет:

Гораздо труднее объяснить выражение «нищие духом» (πτωχοὶ τῷ πνεύματι). Это затруднение увеличивается вследствие того, что у Луки (Лк.6:20) сказано (в греческом тексте) просто «нищие» без прибавления «духом» (в русской и славянской Библиях прибавлено — «духом»). В разных комментариях мы нашли около 20 переводов этого выражения, весьма различных… С достаточной вероятностью установлено, что греческое слово πτωχός соответствует еврейскому «ани», что значит бедный, неимущий, а также смиренный, кроткий… Наиболее вероятным представляется перевод выражения οἰ πτωχοὶ τῷ πνεύματι через «смиренные», «скромные». Несомненно, что он может быть и принят, по крайней мере, при элементарных объяснениях этого выражения. Однако это не значит вовсе, что такой перевод вполне достаточен.

Современный библеист протоиерей Леонид Грилихес, привлекая данные ветхозаветной лексики, предлагает следующий перевод: «блаженны пренебрегающие материальными благами (нищие) ради хождения в духе» (ср. Гал. 5:16). Эту заповедь Христос даёт взамен ветхозаветной максимы о том, что высшей добродетелью является пренебрежение материальным благополучием ради полного исполнения требований Закона.
Святоотеческая литература содержит следующие высказывания о нищете духовной и её происхождении:
Преподобный авва Исаия:

… не те нищи духом, кои отреклись от мира и терпят только внешнюю нищету; но те, кои оставили всякое зло, и непрестанно алчут и жаждут памятования о Боге.

Святитель Николай Сербский:

Нищета духовная, или сокрушенность, есть особенность лучших умов, которые когда-либо посещали мир. Это сознание своего недостоинства перед величием Божиим, сознание своей нечистоты перед чистотой Творца, сознание своей полной зависимости от безграничной силы Божией… Блажен тот, кто способен искренне исповедать: моя сила ничтожна, мой разум немощен, воля моя неустойчива. Господи, помоги мне… Нищета духовная — прямая противоположность надменности и хвастовству.

Святитель Игнатий Брянчанинов:

Нищета духа является от видения и сознания грехов и греховности своей.

## Выражение на других языках
- лат. pauperes spiritu[8]
- фр. les pauvres en esprit[9]
- англ. the poor in spirit[10]
- сир. ܡܣܟܢܐ ܒܪܘܚܗܘܢ[11]